# Diapavza
Diapavza je upočasnitev življenjskih procesov organizma, ki se pojavlja pri številnih živalskih vrstah. Za diapavzo je značilna zmanjšana hitrost presnove, pri organizmu pa lahko povzroči otrplost in tudi letargijo. Diapavza se deli na poletno in zimsko. Pri organizmih poznamo različne faze diapavze, ki se pojavljajo v fazah razvoja, recimo v obliki bube, ličinke ali jajčeca, lahko pa se pojavi tudi pri odraslem osebku.